# Podleśne (powiat giżycki)
Podleśne (niem. Knobbenort) – osada w Polsce położona w województwie warmińsko-mazurskim, w powiecie giżyckim, w gminie Kruklanki.
W latach 1975–1998 miejscowość należała administracyjnie do województwa suwalskiego.
Przysiółkami wsi są: Jeleni Róg i Łękuk Wielki.